# Дипломатически мисии на Мали
Това е списък на дипломатическите мисии на Мали:

## Европа
- Белгия
  - Брюксел (посолство)
- Франция
  - Париж (посолство)
- Германия
  - Берлин (посолство)
- Италия
  - Рим (посолство)
- Русия
  - Москва (посолство)

## Северна Америка
- Канада
  - Отава (посолство)
- Куба
  - Хавана (посолство)
- САЩ
  - Вашингтон (посолство)

## Африка
- Алжир
  - Алжир (посолство)
  - Тамангасет (посолство)
- Ангола
  - Луанда (посолство)
- Буркина Фасо
  - Уагадугу (посолство)
- Република Конго
  - Бразавил (консулство)
- Кот д'Ивоар
  - Абиджан (посолство)
  - Боуке (консулство)
- Египет
  - Кайро (посолство)
- Екваториална Гвинея
  - Малабо (консулство)
- Етиопия
  - Адис Абеба (посолство)
- Габон
  - Либървил (посолство)
- Гана
  - Акра (посолство)
- Гвинея
  - Конакри (посолство)
- Либия
  - Триполи (посолство)
- Мавритания
  - Нуакшот (посолство)
- Мароко
  - Рабат (посолство)
- Нигер
  - Ниамей (посолство)
- Нигерия
  - Абуджа (посолство)
- Сенегал
  - Дакар (посолство)
- ЮАР
  - Претория (посолство)
- Судан
  - Хартум (генерално консулство)
- Тунис
  - Тунис (посолство)

## Близък изток
- Иран
  - Техеран (посолство)
- Саудитска Арабия
  - Рияд (посолство)
  - Джида (консулство)

## Азия
- Китай
  - Пекин (посолство)
- Япония
  - Токио (посолство)

## Междудържавни организации
- - Брюксел - ЕС
  - Женева - ООН
  - Ню Йорк - ООН